# Journal of Agricultural and Environmental Ethics
Journal of Agricultural and Environmental Ethics ist eine philosophische Fachzeitschrift. Sie erscheint bei Springer Science+Business Media. Sie wurde 1988 zunächst als Journal of Agricultural Ethics etabliert und erhielt ihren jetzigen Namen 1991.